# Politique expansionniste
Cet article court présente un sujet plus développé dans : Politique de relance.
La politique budgétaire est expansionniste lorsque le Gouvernement dégrade le solde public (hausse des dépenses, baisse des recettes) avec l’espoir d’accroître l'activité économique, tout en sachant que l’augmentation de la dette publique devra être contrebalancée par de futures rentrées fiscales.
La politique monétaire est dite expansionniste (ou accommodante) lorsque la Banque Centrale cherche à accroître la quantité de monnaie circulant dans l'économie (par la baisse des taux directeurs) afin de stimuler le crédit. 